# Scouts Musulmans de France

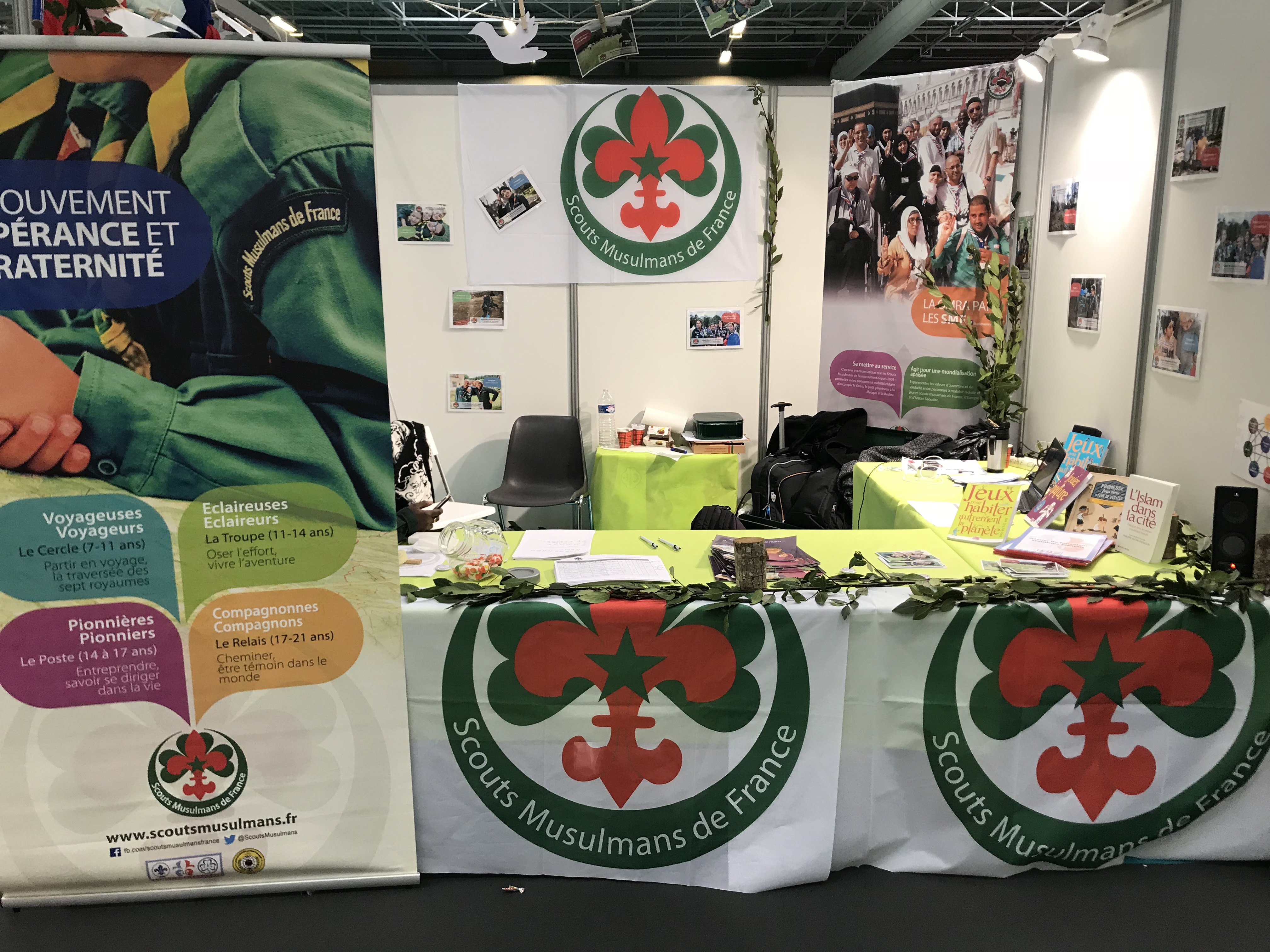
Stand der Scouts Musulmans de France (2018)

Scouts Musulmans de France (Muslimische Pfadfinder Frankreichs) (SMF) ist ein muslimischer Pfadfinderverband Frankreichs. Der Verband ist Mitglied im französischen Dachverband Fédération du Scoutisme Français und darüber in den Weltverbänden World Association of Girl Guides and Girl Scouts und World Organization of the Scout Movement. Zudem ist er Mitglied der Internationalen Union der Muslimischen Pfadfinder. Der Verband wurde 1990 von Sheikh Khaled Bentounès, dem spirituellen Führer der sufistischen Alawiya-Bruderschaft gegründet. Der Sitz des rund 1000 Mitglieder starken Verbandes ist Noisy-le-Grand.
Khaled Bentounes ist offiziell der „Lehrmeister des großen Alawiyya-Ordens“. Cheikh Khaled Bentounes lebt in Frankreich und betätigt sich als Schriftsteller, Pädagoge und Referent. 1990 gründete er mit den Scouts Musulmans de France die ersten muslimischen Pfadfinderverband in Europa und ist heute Ehrenpräsident des Bundes Moslemischer Pfadfinder und Pfadfinderinnen Deutschlands (BMPPD). Die Scoutisme Français unterstützte die Gründung eines muslimischen Verbandes und nahm die Organisation 1995 als Vollmitglied auf. SMF kennt vier Altersstufen, mit vier individuelle formulierten Pfadfinderversprechen. Die Kluft der SMF besteht aus einem grünen Hemd und altersspezifischen Halstüchern.
Der Verband ist von der französischen Regierung als Bildungsverein anerkannt und organisiert landesweit Bildungsprojekte. Die aktive Mitgliedschaft ist im Alter von 8 bis 21 Jahren möglich.